# Дегтярівський шляхопровід
Дегтярівський шляхопровід — комбінований шляхопровід на вулиці Дегтярівській у місті Києві, який перетинає вулицю Олександра Довженка. Після капітальної реконструкції в 2023—2024 роках фактично являє собою два незалежних шляхопроводи, кожен з яких має 3 смуги для руху автотранспорту та трамвайну колію.

## Історія
Вперше шляхопровід був побудований у 1963 році. Відтоді його капітально не оновлювали, а з 2020 року об'єкт перебував в аварійному стані. У 2020-му від Дегтярівського шляхопроводу відколовся шматок бетону і впав на автівку.
Перший етап протиаварійних робіт закінчили наприкінці вересня 2022 року. В 2023 році в ході капітальної реконструкції аварійний шляхопровід повністю розібрали, облаштували нові фундаменти та збудували два незалежних один від одного шляхопроводи. Новий шляхопровід на 1 метр вищий, ніж попередній. Ширина споруди збільшилися з 28 метрів до 40 метрів. Довжина шляхопроводу тепер становить 36 метрів замість 33-х. Покращені параметри збільшили пропускну спроможність до 47 992 автомобілів на добу.
У травні 2024 року реконструкцію об'єкту повністю завершили, зокрема влаштували відокремлене трамвайне полотно з посилених монолітних плит, що забезпечує шумопоглинання від руху транспорту, змонтували перильну огорожу, встановили антипаркувальні стовпчики, здійснили роботи з озеленення та благоустрою території, влаштували тротуари з велодоріжкою. Крім того нова споруда та зупинки тепер стали відповідати критеріям безбар'єрності.

## Особливості будови
Шляхопровід складається з двох частин, які значно ширші ніж вулиця Дегтярівська. Сама вулиця має по дві смуги для автотранспорту в кожному напрямку, в той час коли шляхопровід має по три смуги. Така різниця в ширині шляхопроводу та вулиці пов'язана з тим, що в далекій перспективі дана вулиця може бути розширена до шести смуг і стати дублером Берестейського проспекту. Проте в найближчі роки це не має додаткової користі, адже збільшення пропускної здатності вулиці Дегтярівської обмежене іншими дорожніми вузлами.

## Галерея

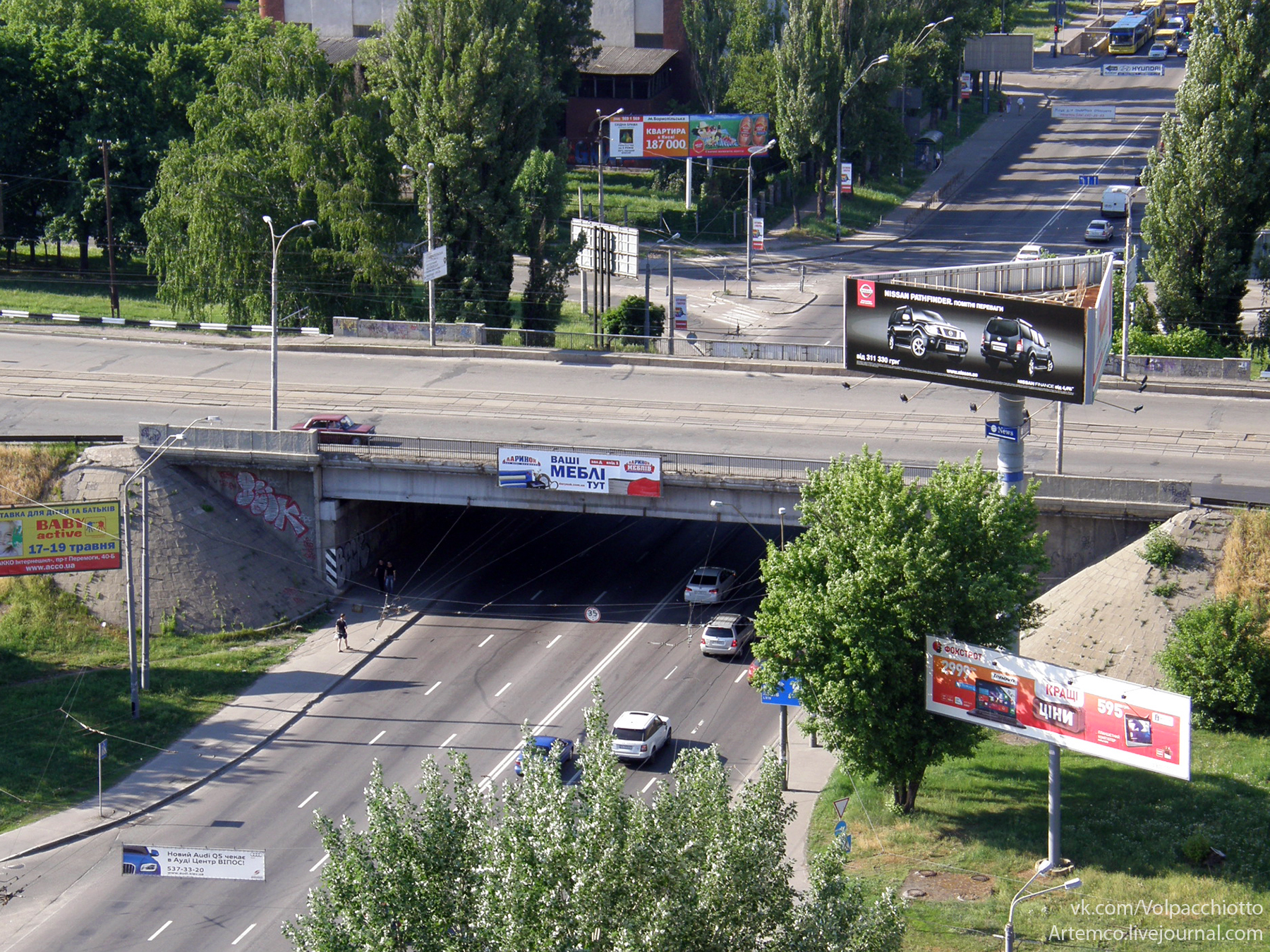
Старий шляхопровід. 2020 рік.
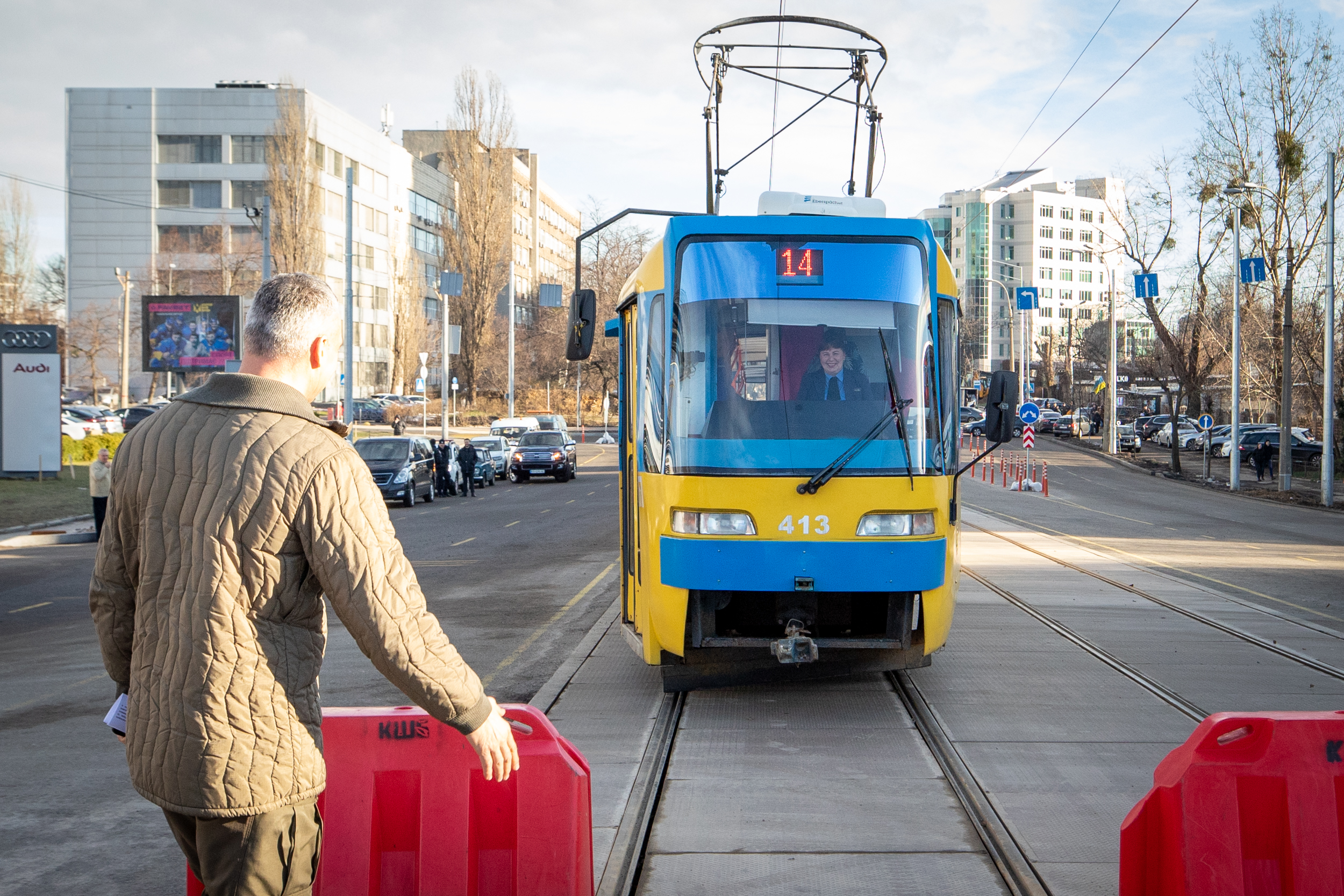
Відкриття руху по новому шляхопроводу. 2023 рік.
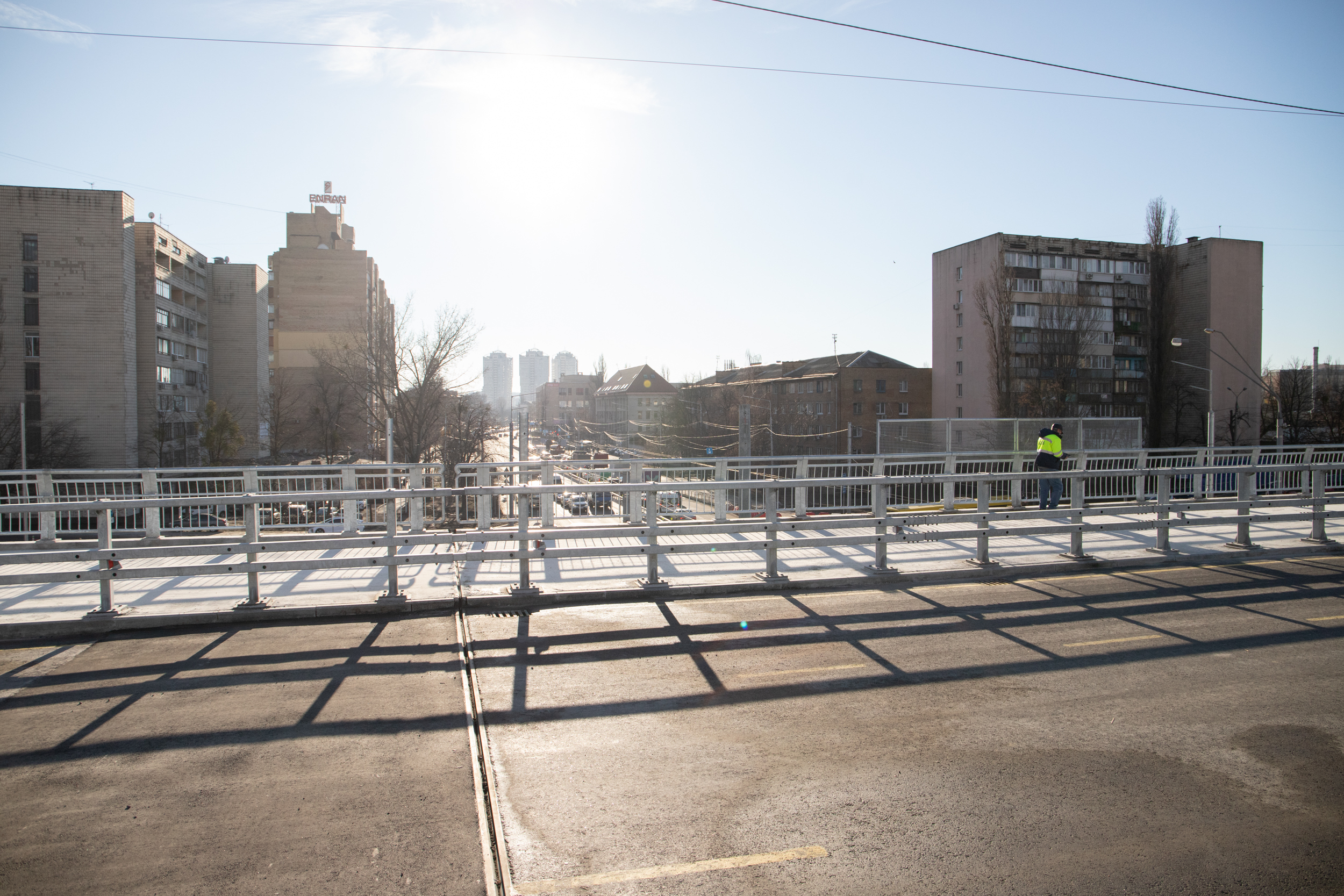
Вид зі шляхопроводу на вулицю Олександра Довженка
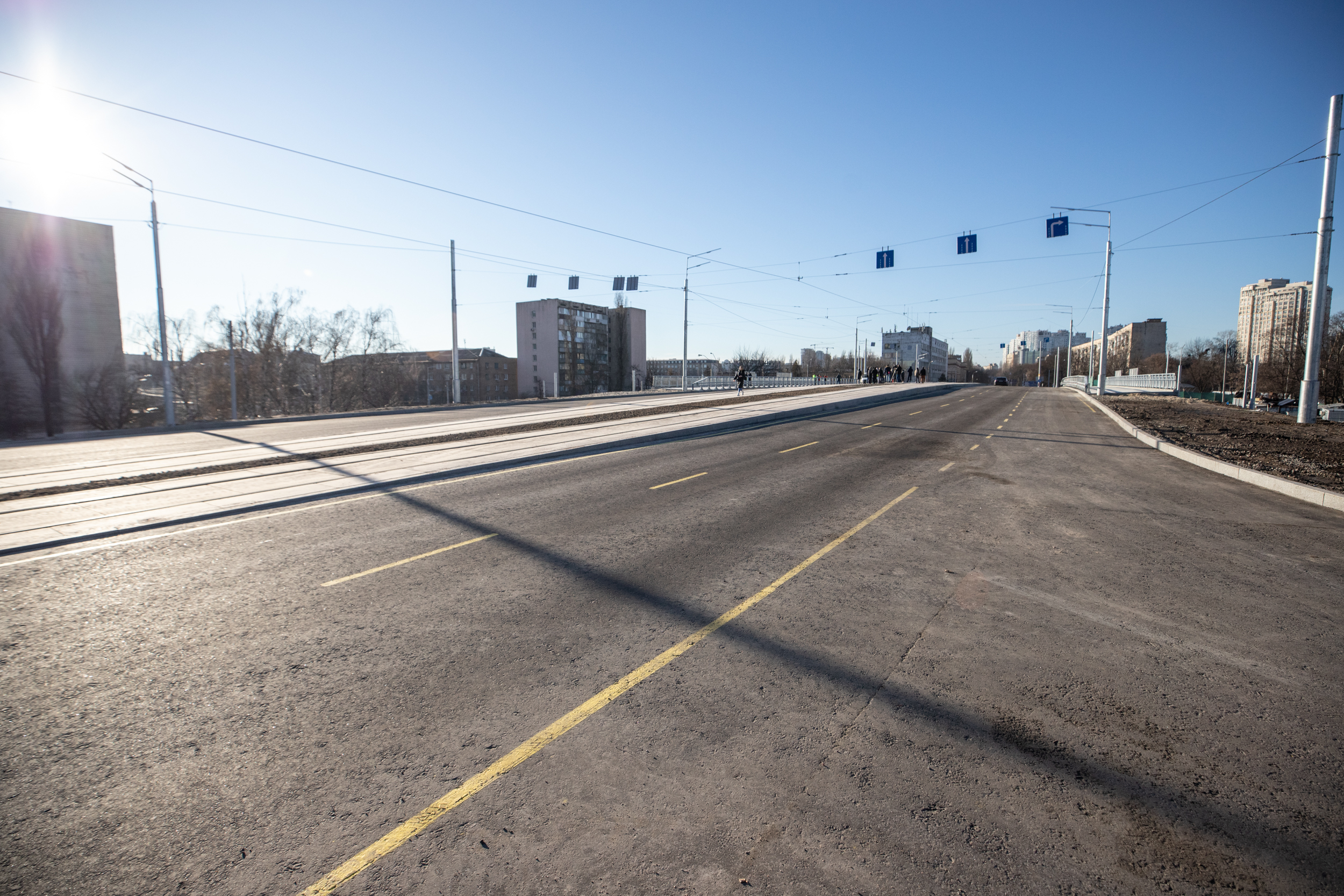
Вид на шляхопровід
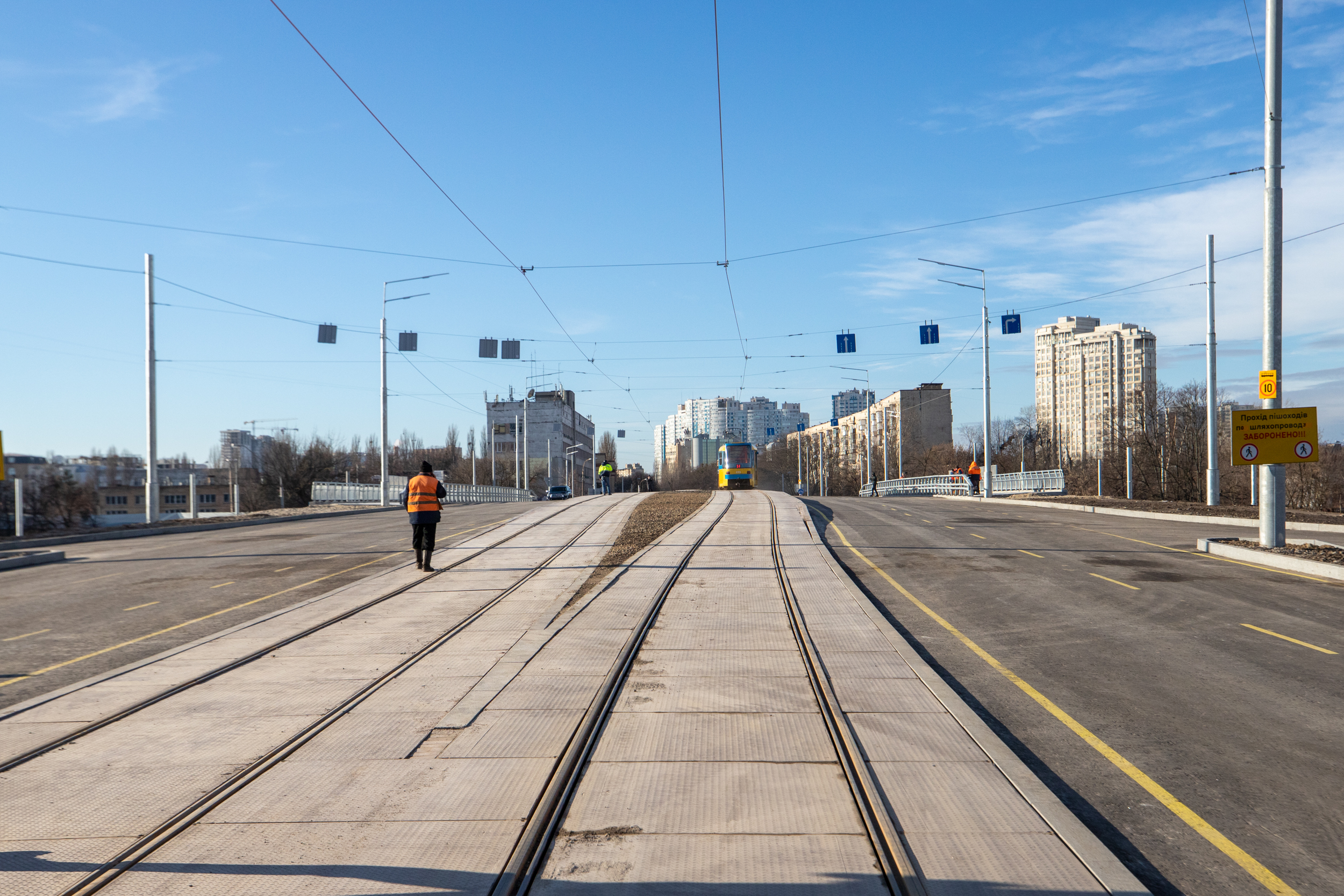
Трамвайні колії на шляхопроводі
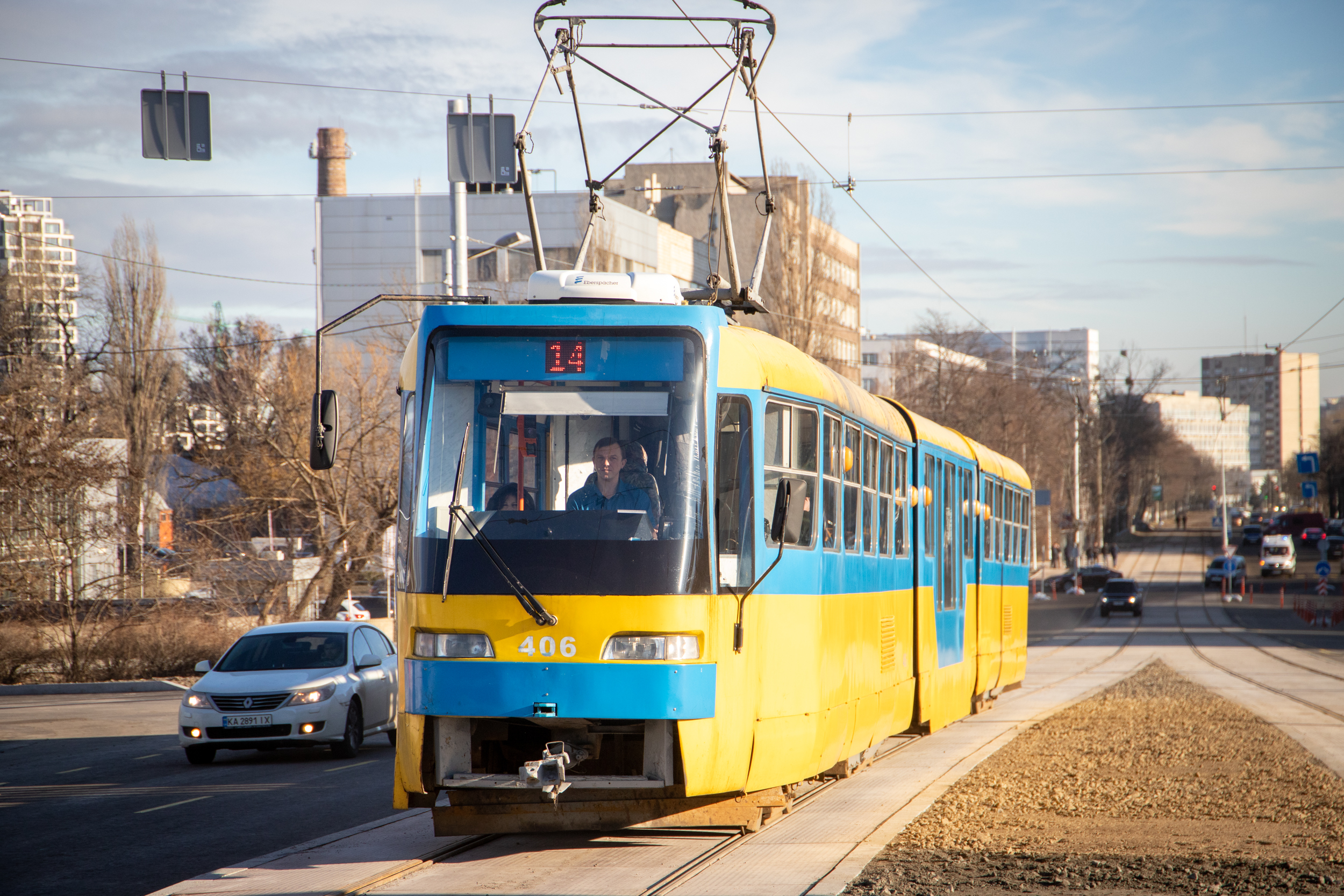
Трамвай на шляхопроводі
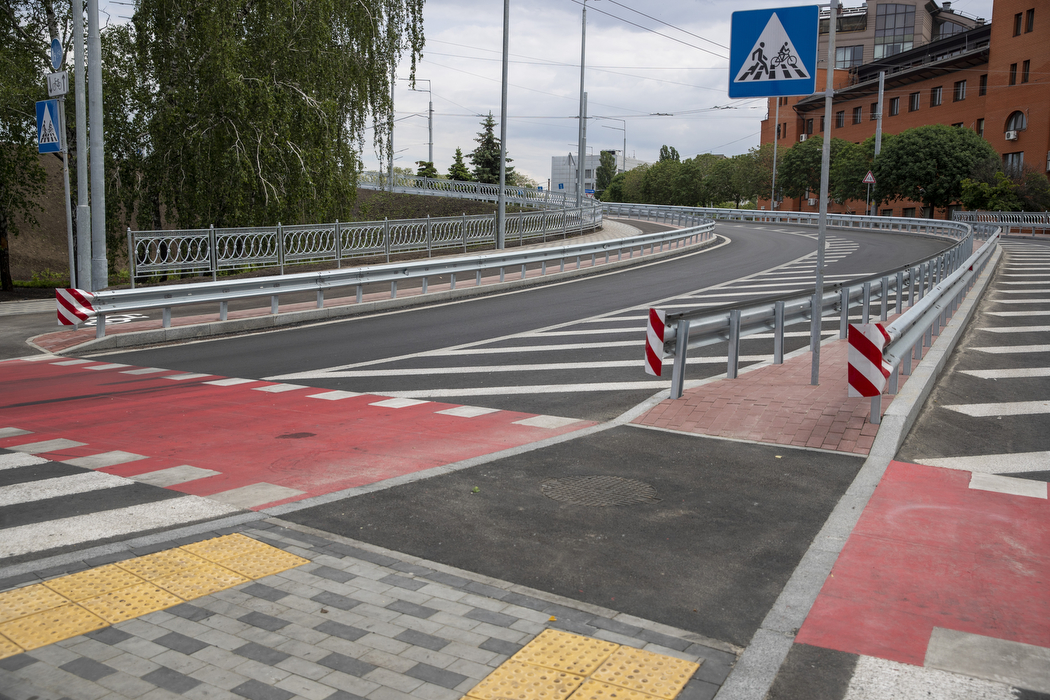
Виїзд на шляхопровід
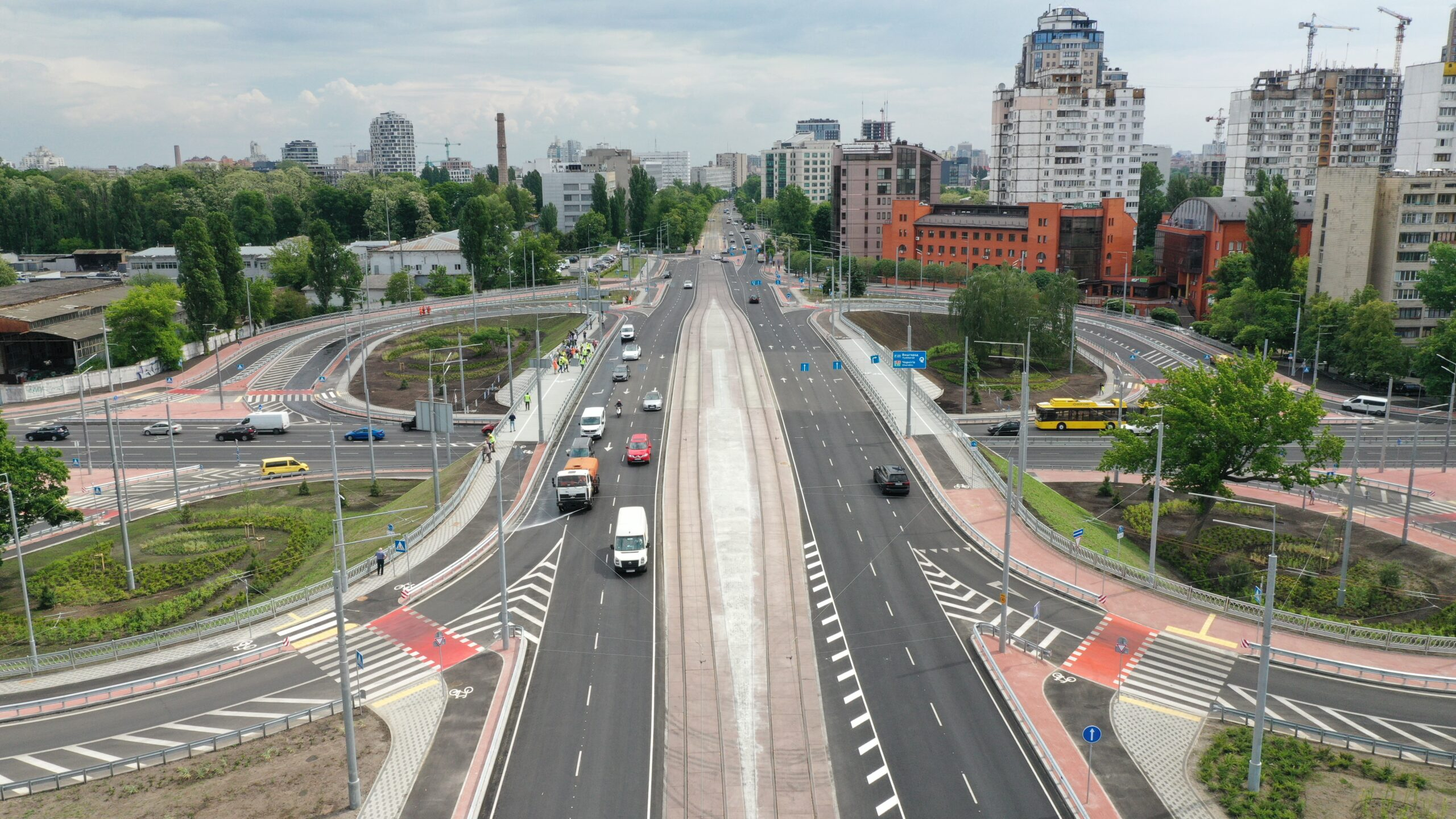
Загальний вигляд розв'язки
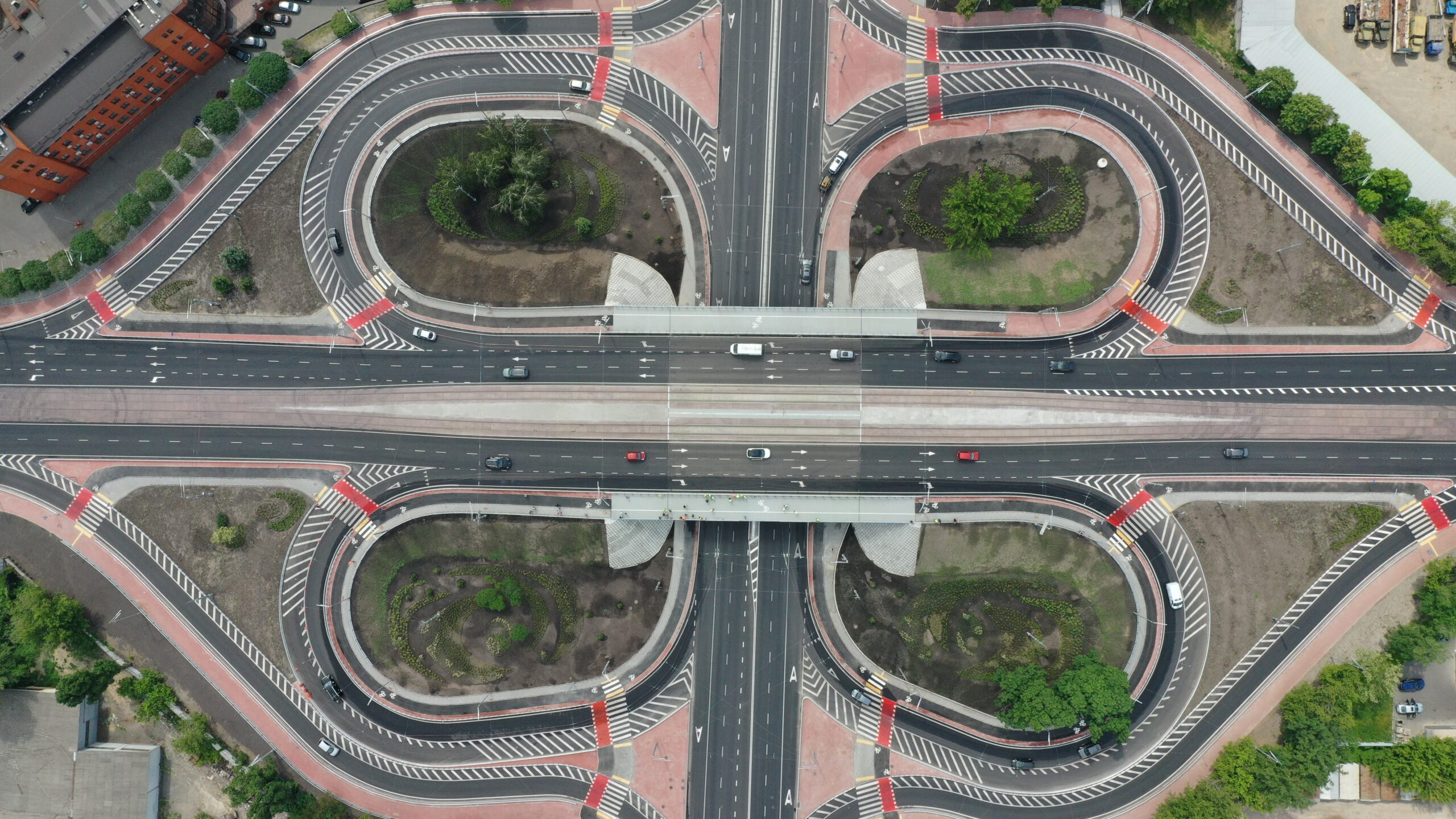
Вид зверху на розв'язку
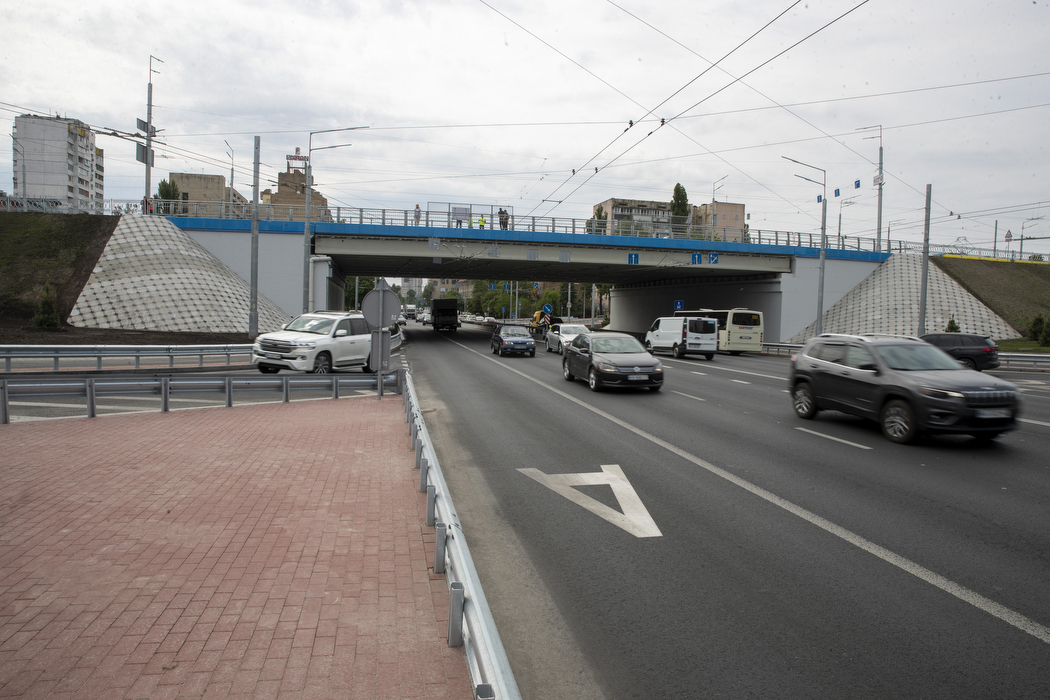
Вид на шляхопровід знизу
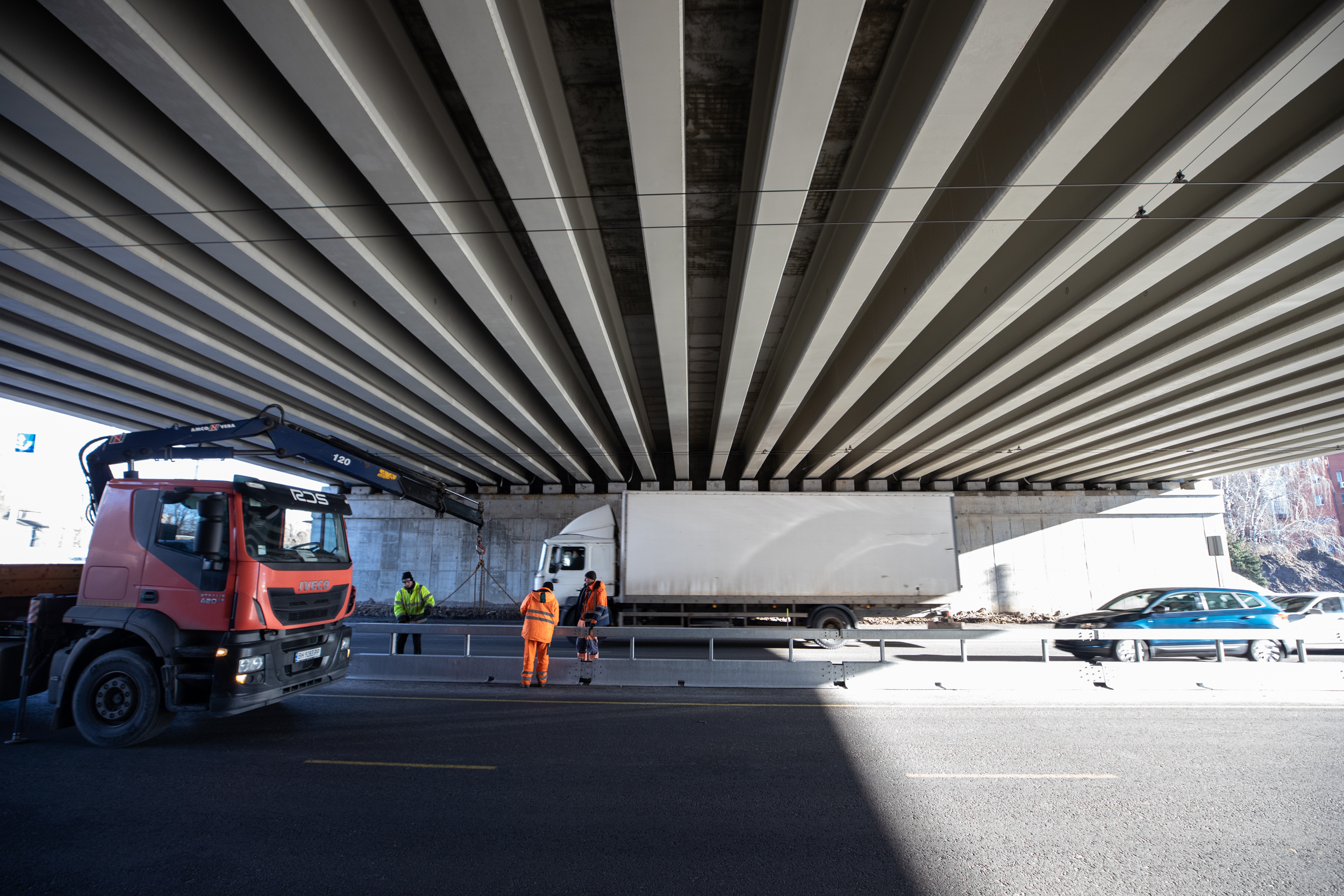
Під шляхопроводом
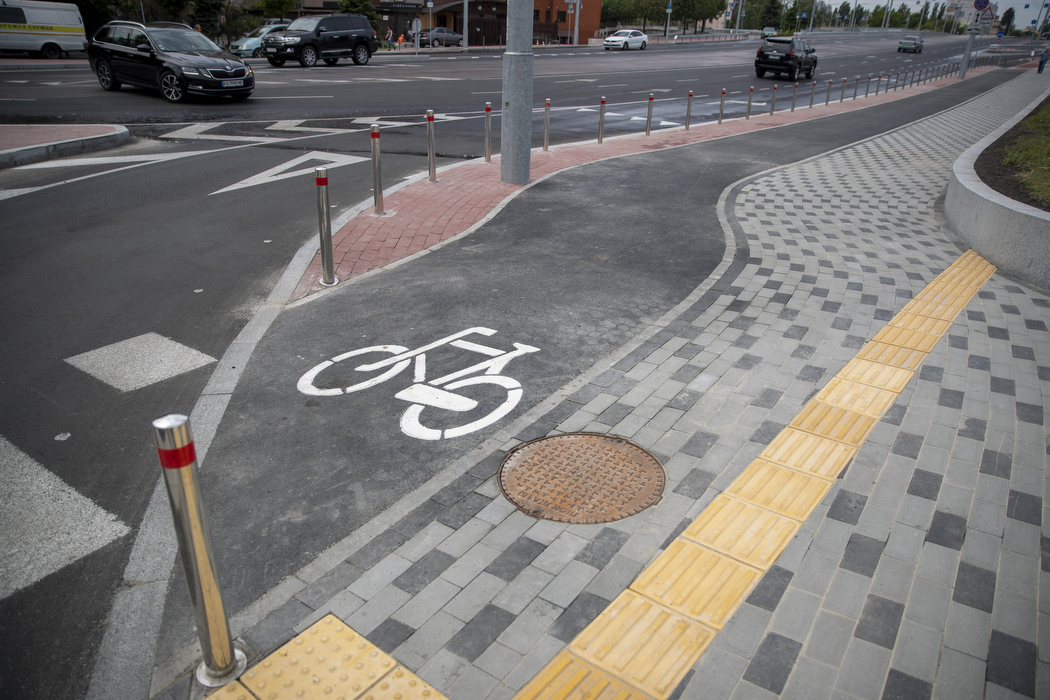
Велодоріжки на шляхопроводі